# Матч за звание чемпиона мира по международным шашкам 1937

Райхенбах (слева) - Шпрингер (справа); 28 мая 1937 года

Матч за звание чемпиона мира по международным шашкам между действующим чемпионом Морисом Райхенбахом и претендентом на это звание экс-чемпионом мира Бенедиктом Шпрингером (Нидерланды) состоялся с 28 мая по 5 июля 1937 года. Матч игрался на большинство из 25 партий, рекордного числа для матчей за звание чемпиона мира по международным шашкам. Партии игрались в разных городах Нидерландов. Соперники были достойны друг друга, но в тяжёлой борьбе Райхенбах одержал победу со счётом +5 −4 =16 и сохранил звание чемпиона мира.

## Предыстория матча
По соглашению между французской и нидерландской шашечными федерациями чемпион Нидерландов (а в 1936 году им был Рейнир Келлер) имел право бросить вызов на матч чемпиону миру. Но в 1936 году к игре в шашки возвратился экс-чемпион мира Бенедикт Шпрингер, который в 1934 добровольно непобеждённым отказался от титула ради преодоления раскола в шашечном мире.  Келлер по договорённости с нидерландской шашечной федерацией (KNDB) выразил согласие поставить своё право вызова на кон матча между ним и победителем матча между Шпрингером и чемпионом Бельгии Леоном Вессеном. В результате были сыграны два претендентских матча из десяти партий. Шпрингер последовательно победил в матчах Вессена (+7 −0 =3) и Келлера (+1 −0 =9) и завоевал право на матч с чемпионом мира Морисом Райхенбахом.

## Итоги
| Имя               | 1 | 2 | 3 | 4 | 5 | 6 | 7 | 8 | 9 | 10 | 11 | 12 | 13 | 14 | 15 | 16 | 17 | 18 | 19 | 20 | 21 | 22 | 23 | 24 | 25 | очки |
| ----------------- | - | - | - | - | - | - | - | - | - | -- | -- | -- | -- | -- | -- | -- | -- | -- | -- | -- | -- | -- | -- | -- | -- | ---- |
| Морис Райхенбах   | 1 | 0 | 1 | 1 | 1 | 1 | 1 | 2 | 2 | 1  | 2  | 1  | 0  | 1  | 1  | 2  | 1  | 1  | 1  | 0  | 2  | 1  | 1  | 1  | 0  | 26   |
| Бенедикт Шпрингер | 1 | 2 | 1 | 1 | 1 | 1 | 1 | 0 | 0 | 1  | 0  | 1  | 2  | 1  | 1  | 0  | 1  | 1  | 1  | 2  | 0  | 1  | 1  | 1  | 2  | 24   |